# Mopalia spectabilis
Mopalia spectabilis är en blötdjursart som beskrevs av Cowan 1977. Mopalia spectabilis ingår i släktet Mopalia och familjen Mopaliidae. Inga underarter finns listade i Catalogue of Life.